# Kostel svatého Stanislava z Krakova (Loukov)
Římskokatolický farní kostel svatého Stanislava z Krakova je sakrální stavba v obci na stráni nad silnicí na zrušeném hřbitově. Od roku 1964 je kostel chráněn jako kulturní památka.

## Historie
Kostel je připomínán jako farní k roku 1368. Dnešní kostel byl vystavěn ve 2. polovině 18. století.

## Architektura
Jedná se o jednolodní stavbu s půlkruhově uzavřeným presbytářem se sakristií (s oratoří) po severní straně. Nad západním průčelím se nachází hranolová věž. Vnějšek kostela je bez výrazného členění.
Presbytář a loď jsou zaklenuty plackami. Kruchta je zděná. Na stropě se nacházejí fresky na téma legendy o sv. Stanislavovi v iluzívní architektuře. Pocházejí z konce 18. století a byly později opravovány.

## Zařízení
Zařízení je novorenesanční z období kolem roku 1880 od Antonína Suchardy z Nové Paky. Na hlavním oltáři je obraz Zavraždění sv. Stanislava od J. Kandlera. Od téhož autora pocházejí i obrazy na bočních oltářích zpodobňující Pannu Marii a sv. Josefa. V podvěží je kaple Božího hrobu se sochařsky zpracovaným oltářem z období kolem roku 1800. U vchodu na kruchtu se nachází deskový obraz Ukřižování. Jedná se o lidové dílo ze 17. století. Na kruchtě je deskový obraz sv. Stanislava ze 17. století, který byl patrně původně na hlavním oltáři. V sakristii jsou dvě barokní sošky sv. Kateřiny a sv. Apolonie. Jedná se o umělecky kvalitní díla ze 2. čtvrtiny 18. století. Socha Božského srdce Páně pochází od Čeňka Vosmíka.

## Zvony
Ve věži kostela se nachází čtyři zvony:
- Maria, váží 470 kg a byl odlit v roce 1977 rodinou Manouškovou
- zvon z roku 1591, váží 320 kg a byl odlit neznámým zvonařem
- Josef, váží 190 kg a byl odlit v roce 1977 rodinou Manouškovou
- Stanislav, váží 120 kg a byl odlit v roce 1977 rodinou Manouškovou

## Okolí kostela
Za vsí na cestě do Hájů se nachází socha sv. Jana Nepomuckého s anděly. Pochází ze 2. poloviny 18. století a stojí na trojbokém podstavci s figurálními reliéfy.